# 波利斯凱 (諾夫霍羅德-錫韋爾斯基區)
51°23′51″N 33°5′0″E / 51.39750°N 33.08333°E
波利斯凯（烏克蘭語：Поліське），是烏克蘭北部切爾尼希夫州诺夫霍罗德-锡韦尔斯基区科罗普市镇的村落。始建於1619年，面積6.12平方公里，海拔高度126米，2001年人口605，人口密度每平方公里98.9人。